# Arabidopsis umezawana
Arabidopsis umezawana är en korsblommig växtart som beskrevs av Yuichi Kadota. Arabidopsis umezawana ingår i släktet backtravar, och familjen korsblommiga växter. Inga underarter finns listade i Catalogue of Life.